# Reduto da Barra de Aracati
O Reduto da Barra de Aracati localizava-se à margem esquerda da foz do rio Jaguaribe, em Aracati, no litoral do estado brasileiro do Ceará.

## História
Este reduto é citado por BARRETTO (1958), que informa tratar-se de uma fortificação sumária, de construção posterior à do Forte Real de São Francisco Xavier da Ribeira do Jaguaribe (1695), artilhado com peças de grosso calibre (op. cit., p. 95).
O autor complementa que, à época (1958), subsistiam algumas pedras no local, como indício da antiga estrutura. Alguns dos seus canhões serviam de ornamento à Praça do Mercado, na cidade de Aracati (op. cit., p. 95).